# Spergularia pazensis
Spergularia pazensis là loài thực vật có hoa thuộc họ Cẩm chướng. Loài này được (Rusby) Rossbach miêu tả khoa học đầu tiên năm 1940.